# Sesung
Sesung – wieś w Botswanie w dystrykcie Kweneng. Według spisu ludności z 2011 roku wieś liczyła 1481 mieszkańców.